# 에콰도르 여자 축구 국가대표팀
에콰도르 여자 축구 국가대표팀(스페인어: Selección femenina de fútbol de Ecuador 셀렉시온 페메니나 데 푸트볼 데 에콰도르[*])은 에콰도르를 대표하는 여자 축구 대표팀으로 에콰도르 축구 협회에서 관리한다. 1995년 1월 8일 브라질과의 1995년 남미 여자 축구 선수권 대회 A조 조별리그 1차전에서 국제 A매치 데뷔전을 치뤘고 이 경기에서 0-13으로 대패했으며 이는 에콰도르가 역대 국제 경기에서 최다 점수차로 패배한 경기로 현재까지도 남아 있다.

## 국제 대회 경력

### FIFA 여자 월드컵
2015년 FIFA 여자 월드컵 남미 지역 예선을 겸한 2014년 코파 아메리카 페메니나에서 3위를 기록하며 사상 첫 여자 월드컵 본선 진출에 성공했으나 정작 본선에서는 스위스, 일본, 카메룬을 상대로 승점 단 1점도 얻지 못하고 3전 전패로 일찌감치 조별리그에서 탈락했으며 이 과정에서 단 1골을 기록하는데 그쳤고 무려 17골을 얻어맞았다.

### 코파 아메리카 페메니나
코파 아메리카 페메니나 8번의 대회 중 7번의 대회에 출전하여 이 중 윗 문단에서 언급했듯이 2014년 대회에서 3위를 기록했고 1998년 대회에서는 4위에 이름을 올리는 등 2번의 대회에서 4강 진출을 이뤄냈다.

### CONCACAF W 챔피언십
CONCACAF W 챔피언십에는 초청팀 자격으로 6번 출전하여 이 중 2014년 대회에서 준우승을 차지하며 모든 국제 대회를 통틀어 가장 좋은 성적을 남겼고 1998년 대회에서는 3위에 입상하는 등 3번의 대회에서 4위 이상의 성적을 기록했다.

### 팬아메리칸 게임
팬아메리칸 게임 본선에는 2번 출전하여 2번 모두 조별리그에서 탈락했다. 다만 2007년 대회에서 우루과이를 4-2로 꺾었고 2015년 대회에서는 코스타리카를 2-0으로 꺾으면서 대회 순위에서도 7위에 그쳤던 2007년 때보다 한 계단 올라선 6위를 기록하며 에콰도르 여자 축구 역사상 팬아메리칸 게임 최고 성적을 기록했다.

## 기타 국제 대회 경력
U-20 여자 대표팀 전적을 비롯해 4번의 볼리바르 경기 대회에서 은메달 2개(2009년, 2017년), 동메달 1개(2015년)를 획득했다.

## 성적

### FIFA 여자 월드컵
- 1991년: 불참
- 1995년 ~ 2011년: 진출 실패
- 2015년: 조별 리그
- 2019년: 진출 실패

### 올림픽 축구
- 1996년 ~ 2024년: 진출 실패

### 코파 아메리카 페메니나
- 1991년: 불참
- 1995년: 조별 리그
- 1998년: 4위
- 2003년: 조별 리그
- 2006년: 조별 리그
- 2010년: 조별 리그
- 2014년: 3위
- 2018년: 조별 리그

## 같이 보기
- 에콰도르 축구 국가대표팀